# 원주각

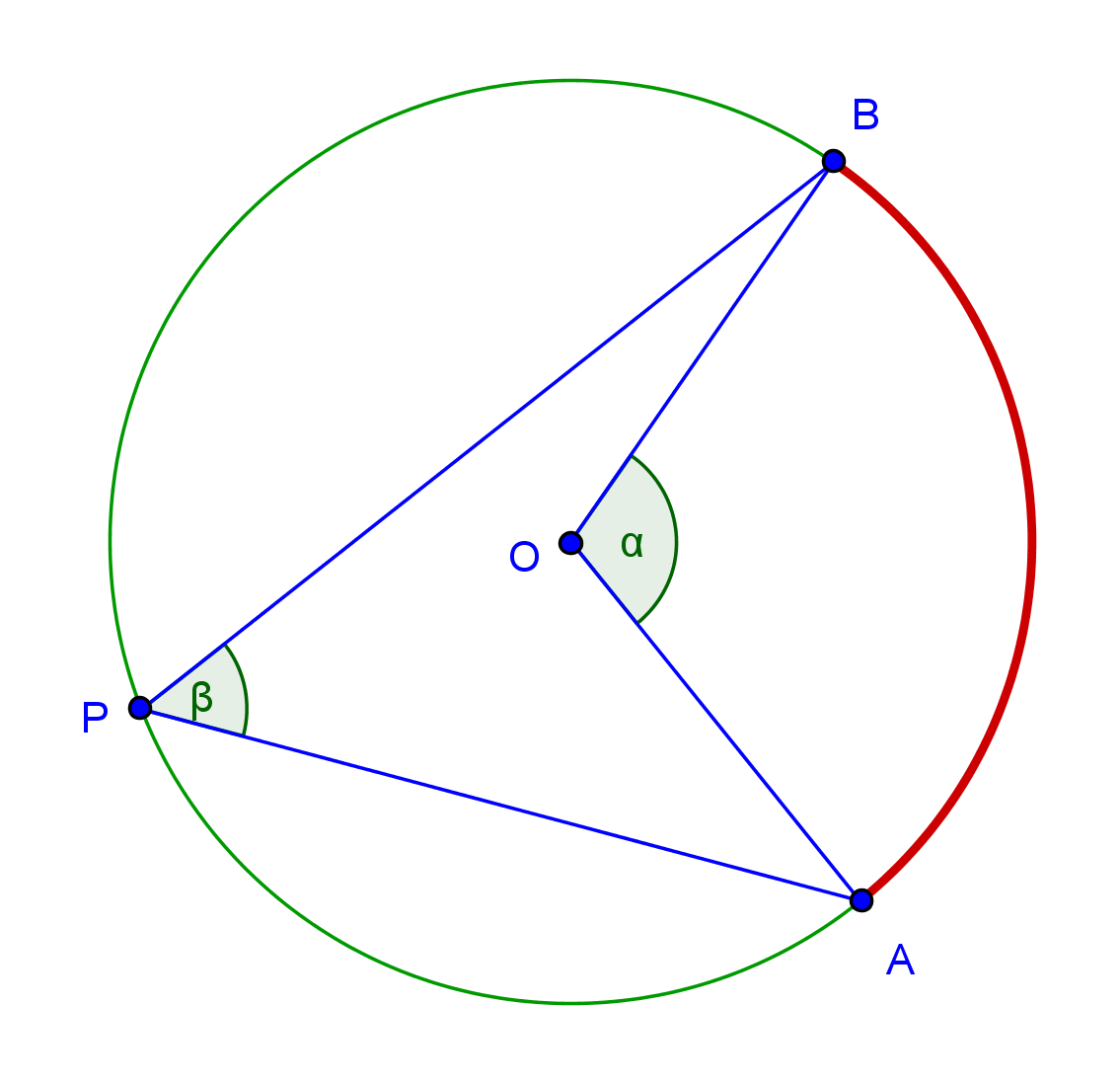
중심이 인 원에서 호 에 대한 원주각 와 중심각.

기하학에서 원주각은 원 위의 한 점에서 그은 두 개의 현이 이루는 각이다.
중심이 {\displaystyle \mathrm {O} }인 원과 원 위의 두 점 {\displaystyle \mathrm {A} }, {\displaystyle \mathrm {B} }에 대하여 호 {\displaystyle \mathrm {AB} }위에 있지 않은 점 {\displaystyle \mathrm {P} }가 있을 때, 각 {\displaystyle \mathrm {APB} }를 호 {\displaystyle \mathrm {AB} }에 대한 원주각이라 하며, 호 {\displaystyle \mathrm {AB} }를 원주각 {\displaystyle \angle \mathrm {APB} }에 대한 호라고 한다.
호 {\displaystyle \mathrm {AB} }에 대한 중심각은 단 하나로 정해지지만, 원주각 {\displaystyle \angle \mathrm {APB} }는 점 {\displaystyle \mathrm {P} }의 원주 위에서의 위치에 따라서 무수히 많다.
고정된 호에 대하여, 원주각은 중심각의 절반이다. 즉, 중심이 {\displaystyle \mathrm {O} }인 원에서 호 {\displaystyle \mathrm {AB} }위에 있지 않은 점 {\displaystyle \mathrm {P} }가 있을 때 중심각을 {\displaystyle \angle \mathrm {AOB} =\alpha }, 원주각을 {\displaystyle \angle \mathrm {APB} =\beta }라 하면 {\displaystyle \alpha =2\beta }이다.

## 참고 자료
1. ↑  김원경 외. 《중학교 수학 3》. 비상. 176쪽. ISBN 979-11-647417-0-0.